# Invent
Un invent o invenció és una màquina o tècnica nova. Una qüestió que tot sovint es fa la societat és: "quines condicions condueixen al desenvolupament d'un invent?". Existeixen dos punts de vista principals pel que fa a aquest aspecte; una escola de pensament argumenta que la manca d'un recurs condueix la gent a inventar; contràriament, l'altra escola de pensament argumenta que només un excés de recursos produirà com a resultat els invents. En la música, una invenció és una composició curta generalment per a un instrument de teclat, amb contrapunts de dues o tres parts.